# Среднинское муниципальное образование
Среднинское муниципальное образование — муниципальное образование со статусом городского поселения в 
Усольском районе Иркутской области России. Административный центр — Средний.

## Демография
По результатам Всероссийской переписи населения 2010 года 
численность населения муниципального образования составила 5352 человека, в том числе 2903 мужчины и 2449 женщин.

## Населённые пункты
В состав муниципального образования входят населённые пункты
- Средний
- Степной[3]

## Другие объекты
На территории Среднинского муниципального образования расположена авиабаза Белая.